# Józwów
Józwów – wieś w Polsce położona w województwie lubelskim, w powiecie lubelskim, w gminie Bychawa.
W latach 1975–1998 miejscowość administracyjnie należała do województwa lubelskiego.
Wieś stanowi sołectwo gminy Bychawa. Według Narodowego Spisu Powszechnego z roku 2011 wieś liczyła 93 mieszkańców.
Wierni Kościoła rzymskokatolickiego należą do parafii św. Antoniego Padewskiego w Woli Gałęzowskiej.